# Peine de mort en Caroline du Nord
La Caroline du nord a rétabli la peine de mort en 1977, les exécutions ont repris en 1984, année où eut lieu également l'exécution d'une femme dans cet État. Par le passé, l'État a fait usage de la pendaison jusqu'en 1910, puis utilisa la chaise électrique jusqu'en 1938, de la chambre à gaz de 1936 à 1998, date à laquelle elle opta pour l'injection létale qui demeure contrairement à de nombreux États la seule méthode prévue. La Caroline du Nord a également gagné en notoriété en exécutant Kenneth Lee Boyd en 2005, le millième condamné à mort exécuté aux États-Unis depuis le rétablissement de la peine de mort en 1976.
Le gouverneur a le droit exclusif de grâce. Seize témoins y assistent dont des journalistes et des membres de la famille de la victime et des médecins. Les exécutions ont d’ailleurs été suspendues en 2007 car l'ordre des médecins de l'État a interdit à ses pairs de participer ou même d'assister en tant que médecin à une exécution, plongeant ainsi l'État dans un moratoire.
En Caroline du Nord, les noirs représentent 60 % des condamnés (contre 42 % à l'échelle nationale), le gouverneur Beverly Perdue a signé une loi le 11 mai 2009 autorisant les juges à annuler une condamnation à mort ou à interdire de requérir la peine de mort sur la base statistique montrant une disparité raciale.

## Exécutions depuis 1977
Les exécutions ont lieu à Raleigh à la Central Prison.
| Criminel          | Date              | Méthode(s)       | Sexe  | Crime(s) | Gouverneur     |
| ----------------- | ----------------- | ---------------- | ----- | --- | -------------- |
| James Hutchins    | 16 mars 1984      | Injection létale | Homme | Meurtre en 1979 de trois officiers de police venus l'arrêter à la suite d'un appel de sa fille pour des violences familiales.                                             | Jim Hunt       |
| Velma Barfield    | 2 novembre 1984   | Injection létale | Femme | Meurtre entre 1969 et 1978 de sept personnes dont plusieurs mari, amants ainsi que sa propre mère en les empoisonnants.                                                   | Jim Hunt       |
| John Rook         | 19 septembre 1986 | Injection létale | Homme | Meurtre en 1980 d'une femme de vingt-cinq ans après l'avoir kidnappée à la sortie de son travail et violée sur un terrain vague.                                          | James Martin   |
| Michael McDougall | 18 octobre 1991   | Injection létale | Homme | Meurtre en 1979 de sa voisine de vingt-sept ans après lui avoir tendu un gûet-apant et l'avoir violée dans son appartement.                                               | James Martin   |
| John Gardner      | 23 octobre 1992   | Injection létale | Homme | Meurtre en 1982 d'un retraité lors d'un cambriolage puis de deux jeunes employés d'un restaurant Steak & Ale lors d'un braquage à main armée.                             | James Martin   |
| David Lawson      | 15 juin 1994      | Chambre à gaz    | Homme | Meurtre en 1980 d'un homme lors du cambriolage d'une maison. | Jim Hunt       |
| Kermit Smith      | 24 janvier 1995   | Injection létale | Homme | Meurtre en 1980 d'une cheerleader de vingt-ans après l'avoir battue à mort, violée, puis coulée dans un bloc de béton et jetée dans une carrière.                         | Jim Hunt       |
| Phillip Ingle     | 22 septembre 1995 | Injection létale | Homme | Meurtre en 1991 de deux couples en s'introduisant dans leurs maisons puis en les battant à morts.                                                                         | Jim Hunt       |
| Ricky Sanderson   | 30 janvier 1998   | Chambre à gaz    | Homme | Meurtre en 1985 d'une adolescente de seize ans après l'avoir kidnappée à son domicile puis violée.                                                                        | Jim Hunt       |
| Zane Hill         | 14 août 1998      | Injection létale | Homme | Meurtre en 1990 de son fils lors d'une dispute au domicile de son ex-femme.                                                                                               | Jim Hunt       |
| John Noland       | 20 novembre 1998  | Injection létale | Homme | Meurtre en 1982 du père ainsi que de la sœur de son ex-femme pour se venger de leur séparation.                                                                           | Jim Hunt       |
| James Rich        | 26 mars 1999      | Injection létale | Homme | Meurtre en 1994 d'un co-détenu alors qu'il purgeait déjà une peine de perpétuité pour meurtre.                                                                            | Jim Hunt       |
| Harvey Green      | 24 septembre 1999 | Injection létale | Homme | Meurtre en 1983 d'une caissière agé de dix-sept ans ainsi que d'un client lors du braquage à main armée d'une laverie pour étudiants.                                     | Jim Hunt       |
| Arthur Boyd       | 21 octobre 1999   | Injection létale | Homme | Meurtre en 1982 de son ex-petite amie en la poignardant à trente-sept reprises devant sa famille après l'échec d'une tentative de réconciliation.                         | Jim Hunt       |
| David Brown       | 19 novembre 1999  | Injection létale | Homme | Meurtre en 1980 d'une femme et de sa fille de neuf ans après les avoir poignardées près de cent fois.                                                                     | Jim Hunt       |
| Michael Sexton    | 9 novembre 2000   | Injection létale | Homme | Meurtre en 1990 d'une femme de vingt-neuf ans après l'avoir kidnappée, violée puis étranglée.                                                                             | Jim Hunt       |
| Willie Fisher     | 9 mars 2001       | Injection létale | Homme | Meurtre en 1992 de sa compagne de vingt-neuf ans en la poignardant après avoir appris qu'elle s'était plainte de violences conjugales.                                    | Michael Easley |
| Clifton White     | 24 août 2001      | Injection létale | Homme | Meurtre en 1989 d'une femme de vingt-huit ans après s'être introduit chez elle, l'avoir étranglée avec un câble, violée puis égorgée.                                     | Michael Easley |
| Ronald Frye       | 31 août 2001      | Injection létale | Homme | Meurtre en 1993 du propriétaire du terrain qu'il occupait en le poignardant avec des ciseaux après avoir appris la rupture du bail.                                       | Michael Easley |
| David Ward        | 12 octobre 2001   | Injection létale | Homme | Meurtre en 1991 de la propriétaire d'une épicerie en l’abattant lors d'un braquage.                                                                                       | Michael Easley |
| John Rose         | 30 novembre 2001  | Injection létale | Homme | Meurtre en 1991 de sa voisine de vingt quatre ans en la poignardant après une dispute.                                                                                    | Michael Easley |
| Ernest Basden     | 6 décembre 2002   | Injection létale | Homme | Meurtre en 1992 d'un homme à la suite de la demande de la femme et du neveu de ce dernier en lui tendant un guet-apens dans les bois.                                     | Michael Easley |
| Desmond Carter    | 10 décembre 2002  | Injection létale | Homme | Meurtre en 1992 de son voisin âgé de soixante et onze ans en le poignardant après que ce dernier a refusé de lui donner de l'argent pour acheter de la drogue.            | Michael Easley |
| William Jones     | 22 août 2003      | Injection létale | Homme | Meurtre en 1987 d'un client d'une épicerie en l'abattant froidement lors d'un braquage.                                                                                   | Michael Easley |
| Henry Hunt        | 12 septembre 2003 | Injection létale | Homme | Meurtre en 1984 d'un homme pour toucher son assurance vie sur demande de la femme de ce dernier puis d'un informateur de police qui enquêtait sur l'affaire.              | Michael Easley |
| Joseph Bates      | 26 septembre 2003 | Injection létale | Homme | Meurtre en 1990 d'un connaissance à la suite d'une dispute en l'enlevant, le battant violemment puis en le tuant à l'aide d'un pistolet.                                  | Michael Easley |
| Edward Hartman    | 3 octobre 2003    | Injection létale | Homme | Meurtre en 1993 de son ex-beau père en lui tirant dessus afin de lui dérober de l'argent et sa voiture.                                                                   | Michael Easley |
| Joseph Keel       | 7 novembre 2003   | Injection létale | Homme | Meurtre entre 1986 et 1990 de son fils en le battant à mort puis du père de sa compagne.                                                                                  | Michael Easley |
| John Daniels      | 14 novembre 2003  | Injection létale | Homme | Meurtre en 1990 de sa tante de soixante dix-sept ans en l'étranglant avec un câble électrique après qu'elle a refusé de lui donner de l'argent pour acheter de la drogue. | Michael Easley |
| Robbie Lyons      | 5 décembre 2003   | Injection létale | Homme | Meurtre en 1993 du propriétaire d'un magasin lors du braquage à main armée de celui-ci.                                                                                   | Michael Easley |
| Raymond Rowsey    | 9 janvier 2004    | Injection létale | Homme | Meurtre en 1992 du caissier âgé de vingt-ans d'une épicerie lors du braquage à main armée de celui-ci.                                                                    | Michael Easley |
| Sammy Perkins     | 8 octobre 2004    | Injection létale | Homme | Meurtre en 1992 d'un fillette âgée de sept-ans en l'étouffant avec un oreiller après l'avoir violée.                                                                      | Michael Easley |
| Charles Roache    | 22 octobre 2004   | Injection létale | Homme | Meurtre en 1999 de six personnes dont une adolescente de quatorze ans au cours de plusieurs braquage et cambriolages à travers l'état.                                    | Michael Easley |
| Frank Chandler    | 12 novembre 2004  | Injection létale | Homme | Meurtre en 1992 d'une femme de quatre-vingt-dix ans en la battant à mort lors du cambriolage de sa maison.                                                                | Michael Easley |
| William Powell    | 11 mars 2005      | Injection létale | Homme | Meurtre en 1991 d'un employé de supermarché lors d'un braquage. | Michael Easley |
| Earl Richmond     | 6 mai 2005        | Injection létale | Homme | Meurtre en 1991 d'un couple, en les poignardant et les étranglant, viol sur la femme et meurtre par strangulation de leurs deux enfants de huit et sept ans.              | Michael Easley |
| Steven McHone     | 11 novembre 2005  | Injection létale | Homme | Meurtre en 1990 de sa mère et de son beau père en leur tirant dessus. | Michael Easley |
| Elias Syriani     | 18 novembre 2005  | Injection létale | Homme | Meurtre en 1990 de son ex-femme en la poignardant avec un tournevis après l'avoir violée.                                                                                 | Michael Easley |
| Kenneth Boyd      | 2 décembre 2005   | Injection létale | Homme | Meurtre en 1988 de son ex-femme et du père de celle-ci pour se venger de leur divorce.                                                                                    | Michael Easley |
| Perrie Simpson    | 20 janvier 2006   | Injection létale | Homme | Meurtre en 1984 d'un prêtre de quatre-vingt-douze ans en l'étranglant avec un câble de téléphone pour lui soutirer de l'argent.                                           | Michael Easley |
| Patrick Moody     | 17 mars 2006      | Injection létale | Homme | Meurtre en 1994 du mari de son amante afin de toucher l'assurance vie de ce dernier.                                                                                      | Michael Easley |
| Willie Brown      | 21 avril 2006     | Injection létale | Homme | Meurtre en 1983 de l'employé d'une épicerie lors d'un braquage. | Michael Easley |
| Samuel Flippen    | 18 août 2006      | Injection létale | Homme | Meurtre en 1994 de belle-fille de deux ans en la battant à mort. | Michael Easley |

En mars 2020 le couloir de la mort de Caroline du Nord compte 143 condamnés dont trois femmes. Depuis 1977 14 condamnés ont été graciés en Caroline du Nord,.